# Bel Ombre
Bel Ombre è uno dei 26 distretti delle Seychelles, appartenente all'isola di Mahé.